# JCSAT-16
JCSAT-16 je osmnáctým telekomunikačním satelitem japonského satelitního operátora SKY Perfect JSAT Group. Na svou prvotní přechodovou dráhu ke geostacionární dráze byl vynesen 14. srpna 2016 v 7:26 raketou Falcon 9 v1.2. Byl postaven společností Space System/Loral (SSL), sídlem v kalifornském Palo Altu, na firemní platformě SSL-1300 dle kontraktu uzavřeného v dubnu 2014 a je takřka identický s o něco starším satelitem JCSAT-14. Se svými dvaceti šesti C-pásmovými a osmnácti Ku-pásmovými transpondéry bude družice sloužit jako orbitální záloha pro případ selhání kteréhokoli jiného satelitu v konstelaci.